# Breganze Marzemino riserva
Il Breganze Marzemino riserva è un vino DOC la cui produzione è consentita nella provincia di Vicenza.

## Caratteristiche organolettiche
- colore: rosso rubino più o meno vivace
- odore: molto intenso, gradevole, caratteristico
- sapore: vinoso, intenso e gradevole con o senza persistenza gradevole di legno

## Produzione
Provincia, stagione, volume in ettolitri
- nessun dato disponibile